# La fortuna viene dal cielo
La fortuna viene dal cielo è un film del 1942 diretto da Ákos Ráthonyi.

## Trama

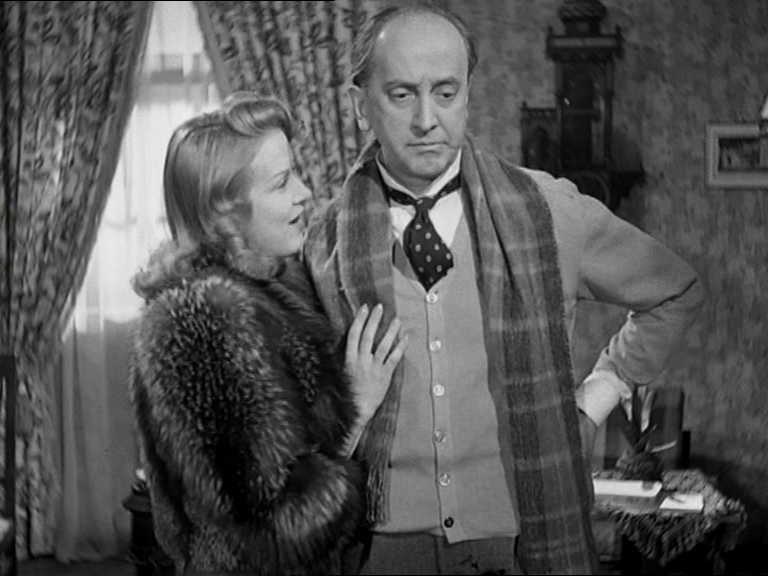
Franco Coop in una scena del film

Il mercante ungherese cinquantasettenne Giovanni Illes viene rintracciato dai suoi creditori. Ma il negozio Illes Radio Uzelt non lavora bene e lui non può pagare i debiti. Per salvare in extremis il padre dal fallimento, Anna propone di andare a parlare con l'avvocato per guadagnare una proroga sui pagamenti. L'avvocato le promette la proroga ma contemporaneamente le si avvicina un po' troppo anche fisicamente. Lei si deve difendere e prima di andare gli dice che non si può comprare tutto con il denaro. Il potere dell'uomo però sovrasta la povertà e l'impotenza della donna. Poco dopo Anna si fidanza con l'avvocato.
Dato che non può uscire con lei quella sera le regala un biglietto per il cinema Metropol. Durante lo spettacolo viene derubata di una preziosa spilla. L'uomo accanto a lei era uscito durante lo spettacolo ed all'altro uomo seduto vicino al presunto ladro sono state rubate le scarpe.
Zizì è una cantante in un locale notturno. Dopo la sua canzone si siede su richiesta del cliente al suo tavolo: il cliente è il ladro, Luigi,  della spilla e delle scarpe. Le scarpe sono un regalo per il fratello maggiore di Zizì.
Luigi, in procinto di essere scoperto, lascia cadere il gioiello su di un tavolo di un caffè dove è seduta Zizì, una sua amica cantante e complice, che accortasi dell'improvvisa apparizione dell'oggetto crede che sia stato il cielo a farle questo regalo. Dopo una sequela di malintesi ed equivoci il gioiello torna alla legittima proprietaria, che troverà alla fine anche un giovane amore.

## Critica
Guido Piovene, nelle pagine del Corriere della Sera del 20 maggio 1942: "Una commedia degli equivoci, un piccolo film brioso, con buoni attori e in cui la cosa migliore è l'interpretazione di Anna Magnani nella parte della donnina allegra...".